# Øksnes
Øksnes este o comună din provincia Nordland, Norvegia.